# Estação Kurskaia (linha Arbatsko-Pokrovskaia)
Kurskaia (em russo:  Курская) é uma das estações da linha Arbatsko-Pokrovskaia (Linha 3) do Metro de Moscovo, na Rússia. Estação «Kurskaia» está localizada entre as estações «Ploshchad Revoliutsii» e «Baumanskaia».